# Masa (cucina)

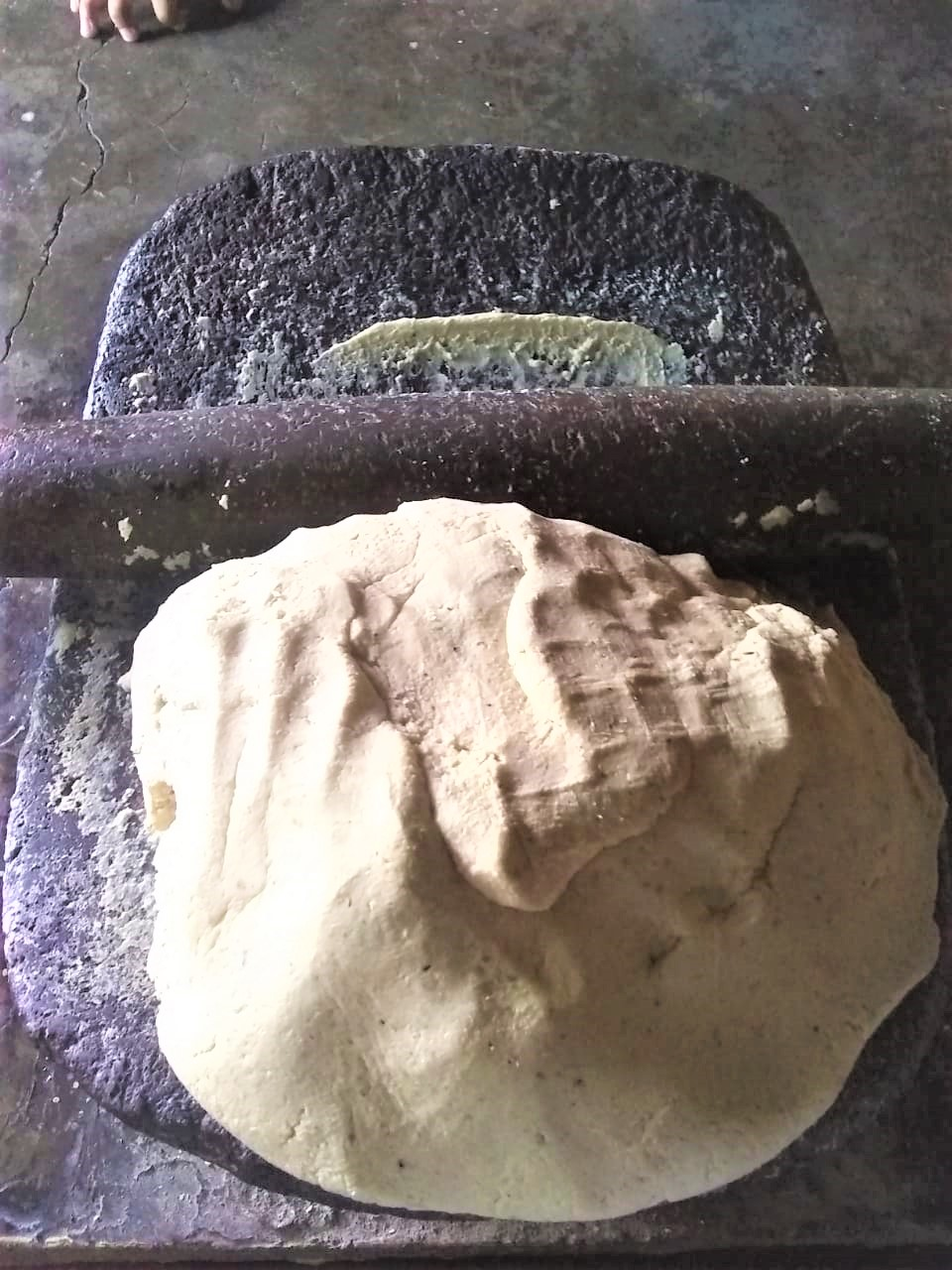

La masa (dallo spagnolo masa de maíz, ovvero "impasto di mais") è un impasto a base di acqua e mais nixtamal macinato. La massa di mais viene usata per preparare molti piatti tradizionali di vari Paesi dell'America Latina fra cui tortilla di mais, gordita, tamales, pupusa e come addensante in zuppe, quali il chilpachole.
Quando viene essiccata e ridotta in polvere, la masa prende il nome di masa harina o masa de harina.